# قائمة الدول عديمة القوات المسلحة

الدول دون قوات مسلحة

هذه قائمة الدول عديمة القوات المسلحة. يستخدم مصطلح «دولة» للإشارة لبلد مستقل. وهكذا، فإنه لا ينطبق إلا على الدول ذات السيادة وليس التبعيات (على سبيل المثال: غوام، وجزر ماريانا الشمالية وبرمودا)، والدفاع مسؤوليةُ بلد آخر أو جيش بديل. مصطلح «القوات المسلحة» يشير إلى أي دفاع ترعاه الحكومة تستخدمه لتعزيز السياسات الداخلية والخارجية. بعض من البلدان المذكورة، مثل أيسلندا وموناكو، ليس لها جيوش، ولكن لا تزال لديها قوة عسكرية غير الشرطة.
عادة ما تقوم العديد من البلدان، الاثنتين والعشرين المذكورة هنا، باتفاق طويل الأمد مع دولة الاحتلال السابق. مثال واحد هو اتفاق بين موناكو وفرنسا، والتي احتلتها ثلاثمائة سنة على الأقل. اتفاق الارتباط الحر بين جزر مارشال، وولايات ميكرونيزيا المتحدة، وبالاو لا دخل له في المسائل الدفاعية بالبلدان المنضوية، وله تأثير قليل في العلاقات الدولية. على سبيل المثال، عندما تفاوضت ولايات ميكرونيزيا المتحدة على اتفاق دفاعي مع الولايات المتحدة، فإنها فعلت ذلك من موقف ضعيف لأنها تعتمد اعتمادا كبيرا على المساعدات الأميركية. أندورا لديها جيش صغير، ويمكن طلب المعونة الدفاعية إذا لزم الأمر، في حين كان لأيسلندا اتفاقية فريدة من نوعها مع الولايات المتحدة التي استمرت حتى عام 2006، الأمر الذي يتطلب من الأخيرة تقديم الدفاع لأيسلندا عند الحاجة.
بقية الدول هي مسؤولة عن الدفاع عن أنفسها، وتعمل إما بدون أي قوات مسلحة، أو مع قواتٍ مسلحةٍ محدودةٍ. بعض البلدان، مثل كوستاريكا، هايتي وغرينادا، تخضع لعملية نزع السلاح. وتم تشكيل دول أخرى دون قوات مسلحة، مثل ساموا منذ أكثر من 60 عاماً. السبب الأساسي هو أنهم كانوا أو لا يزالون تحت الحماية من دولة أخرى في مرحلة الاستقلال. تعتبر جميع البلدان في هذه القائمة في حالة من «عدم العسكرة».
لم تُضمن اليابان في هذه القائمة لأنه، في حين أن البلاد ليس لها رسميًّا أي جيش وفقا للمادة 9 من دستورها، فإن لديها قوات الدفاع الذاتي اليابانية. وهي رسميًّا امتداد للشرطة، بل هي في الواقع قوة عسكرية للدفاع عن التراب الوطني والتي قد تُنشر خارج اليابان لبعثات حفظ السلام للأمم المتحدة فقط.

## البلدان التي ليس لديها قوات مسلحة إطلاقاً
| البلد                     | تعليقات | مراجع                              |
| ------------------------- | --- | ---------------------------------- |
| أندورا                    | لا يوجد لدى أندورا جيش دائم بسبب تضاريسها الجبلية الوعرة ولكنها وقّعت معاهداتٍ مع إسبانيا وفرنسا لحمايتها. لها جيش من المتطوعين صغير وشرفي. ومجموعة التدخل الشُرَطي شبه العسكرية (مدربون في مجال مكافحة الإرهاب وإنقاذ الرهائن) جزء من الشرطة الوطنية. | [ 21 ] [ 22 ]                      |
| كوستاريكا                 | الدستور يمنع تكوين جيش منذ عام 1949 بسبب الحرب الأهلية. ولديها قوة الأمن العام، التي تضطلع بإنفاذ القانون والأمن الداخلي. لهذا السبب كوستاريكا مقر محكمة البلدان الأمريكية لحقوق الإنسان، وكذلك جامعة الأمم المتحدة للسلام. | [ 16 ] [ 23 ]                      |
| دومينيكا                  | لم يكن لدومينيكا جيش دائم منذ عام 1981. الدفاع هو مسؤولية نظام الأمن الإقليمي. | [ 24 ]                             |
| غرينادا                   | لم يعد لها جيش نظامي منذ عام 1983 بسبب الغزو الأميركي. تحافظ شرطة غرينادا الملكية على وحدة الخدمات الخاصة شبه العسكرية لأغراض الأمن الداخلي. الدفاع هو مسؤولية نظام الأمن الإقليمي. | [ 14 ]                             |
| كيريباتي                  | بموجب الدستور، القوات الوحيدة المسموح بها هي الشرطة، التي تضم وحدة المراقبة البحرية للأمن الداخلي. وقد تم تجهيز المراقبة البحرية بأسلحة صغيرة. وتُقدم المساعدات الدفاعية من طرف أستراليا ونيوزيلندا بموجب اتفاق غير رسمي بين الدول الثلاث. | [ 25 ] [ 26 ] [ 27 ]               |
| ليختنشتاين                | ألغت جيشها في عام 1868 لأنه كان يعتبر أمرا مكلفا للغاية. لايسمح القانون بتكوين جيش إلا في أوقات الحرب، ولكن هذا الوضع لم يحدث أبدًا. ومع ذلك، تحتفظ ليختنشتاين بقوات الشرطة وفرقة التدخل السريع، وهي مجهزة بالأسلحة الصغيرة للقيام بمهام الأمن الداخلي. | [ 28 ] [ 29 ]                      |
| جزر مارشال                | منذ تأسيس البلاد، القوات الوحيدة المسموح بها هي الشرطة، التي تضم وحدة المراقبة البحرية للأمن الداخلي. وقد تم تجهيز وحدة المراقبة البحرية بأسلحة صغيرة. تحت اتفاق الارتباط الحر، الدفاع هو من مسؤولية الولايات المتحدة. | [ 6 ] [ 30 ] [ 31 ]                |
| ولايات ميكرونيسيا المتحدة | منذ تأسيس البلاد، لم يتم تشكيل أي جيش. القوات الوحيدة المسموح بها هي الشرطة، التي تحافظ على وحدة المراقبة البحرية للأمن الداخلي. وقد تم تجهيز المراقبة البحرية بأسلحة صغيرة. الدفاع هو مسؤولية الولايات المتحدة في إطار اتفاق الارتباط الحر. | [ 7 ] [ 32 ] [ 33 ]                |
| ناورو                     | أستراليا هي المسؤولة عن الدفاع عن ناورو بموجب اتفاق غير رسمي بين البلدين. ومع ذلك، هناك شرطة مسلحة كبيرة نسبيًّا. | [ 34 ] [ 35 ] [ 36 ] [ 37 ] [ 38 ] |
| بالاو                     | منذ تأسيس البلاد، القوات الوحيدة المسموح بها هي الشرطة، التي تتضمن وحدة المراقبة البحرية التي تضم ثلاثين شخصًا. وقد تم تجهيز المراقبة البحرية بأسلحة صغيرة. وتقدم مساعدة الدفاع من قبل الولايات المتحدة في إطار اتفاق الارتباط الحر. | [ 8 ] [ 39 ] [ 40 ]                |
| سانت لوسيا                | تنقسم شرطة سانت لوسيا الملكية إلى قوتين شبه عسكريتين تتكونان من ستة عشر ومائة شخص، وحدة الخدمات الخاصة، وخفر السواحل، هي الوحدات المسؤولة عن الأمن الداخلي. الدفاع هو مسؤولية نظام الأمن الإقليمي. | [ 14 ] [ 41 ] [ 42 ]               |
| سانت فينسنت والغرينادين   | تنقسم شرطة سانت فينسنت والغرينادين الملكية إلى قوتين شبه عسكريتين تتكونان من أربعة وتسعين شخصًا، تدعى وحدة الخدمات الخاصة، وخفر السواحل، هي الوحدات المسؤولة عن الأمن الداخلي. الدفاع هو مسؤولية نظام الأمن الإقليمي. | [ 14 ] [ 43 ] [ 44 ]               |
| ساموا                     | منذ تأسيس البلاد، لم يتم تشكيل أي جيش. ومع ذلك، هناك قوة شرطة صغيرة، ووحدة مراقبة بحرية للأمن الداخلي. وقد تم تجهيز وحدة المراقبة البحرية بأسلحة صغيرة. وفقًا لمعاهدة 1962 للصداقة ونيوزيلندا هي المسؤولة عن الدفاع. | [ 45 ] [ 46 ] [ 47 ]               |
| جزر سليمان                | حافظت على قوة شبه عسكرية حتى الصراع العرقي، حيث تدخلت أستراليا ونيوزيلندا ودول أخرى في المحيط الهادئ لاستعادة القانون والنظام. منذ ذلك لم يُكوّن جيش، ومع ذلك، كانت هناك قوة شرطة كبيرة نسبيًّا، ووحدة المراقبة البحرية للأمن الداخلي. وقد تم تجهيز وحدة المراقبة البحرية بأسلحة صغيرة. الدفاع ومساعدة الشرطة هي من مسؤولية بعثة المساعدة الإقليمية لجزر سليمان. | [ 48 ] [ 49 ] [ 50 ] [ 51 ] [ 52 ] |
| توفالو                    | منذ تأسيس البلاد، لم يتم تشكيل أي جيش. ومع ذلك، هناك قوة شرطة صغيرة، ووحدة مراقبة بحرية للأمن الداخلي. وقد تم تجهيز وحدة المراقبة البحرية بأسلحة صغيرة. | [ 53 ]                             |
| الفاتيكان                 | يحافظ سلاح الدرك على الأمن الداخلي. الحرس السويسري البابوي هو الوحدة المسلحة المكلفة بحماية البابا، على الرغم من أنها رسميًّا تحت سلطة الكرسي الرسولي، وليس دولة مدينة الفاتيكان. لا توجد معاهدة دفاع مع إيطاليا، لأن ذلك يخالف الحياد في الفاتيكان، ولكن بشكل غير رسمي، تحمي القوات المسلحة الإيطالية الفاتيكان. ألغي حرس البلاط والحرس النبيل في عام 1970.   | [ 54 ] [ 55 ] [ 56 ] [ 57 ]        |

## البلدان التي ليس فيها جيش نظامي ولكن جيش محدود
| البلد    | تعليقات | مراجع                                            |
| -------- | --- | ------------------------------------------------ |
| هايتي    | تم حل الجيش الهايتي في يونيو 1995، ولكن المتمردين طالبوا بإعادة إنشائه. تتضمن الشرطة الوطنية الهايتية والتي قوامها اثنا عشر ألف شخص، وحدات شبه عسكرية وخفر السواحل. وتعتبر هذه الوحدات أكبر من ما هو مطلوب، لكنها أصغر قوةٍ مقارنة ببعض دول الجوار. في أبريل 2012، طالب الرئيس الهايتي ميشال مارتيلي بإعادة إنشاء جيش، والذي يراه ضروريًّا لتحقيق الاستقرار في هايتي. | [ 58 ] [ 59 ] [ 60 ]                             |
| آيسلندا  | ليس لها جيش نظامي منذ عام 1869، ولكنها عضو نشط في منظمة حلف شمال الأطلسي. كان هناك اتفاق دفاع مع الولايات المتحدة، والتي حافظت على قوة دفاع أيسلندية وقاعدة عسكرية في البلاد من 1951 إلى 2006. ومع ذلك، أعلنت الولايات المتحدة أنها ستواصل تقديم الدفاع لأيسلندا، ولكن دون إسناد دائم للقوات في البلاد، المحطة الجوية البحرية كيفلافيك أغلقت في أواخر عام 2006 بعد 55 عامًا. على الرغم من أن أيسلندا لا تملك جيشًا نظاميًّا، فإنها لا تزال تحافظ على قوة حفظ السلام، نظام الدفاع الجوي، خفر السواحل، الشرطة، وقوات الشرطة التكتيكية. هناك أيضًا اتفاقيات حول العمليات العسكرية والأمنية الأخرى مع النرويج والدنمارك ودول الناتو الأخرى. | [ 12 ] [ 61 ] [ 62 ] [ 63 ] [ 64 ] [ 65 ] [ 66 ] |
| موريشيوس | لم يكن لموريشيوس جيش دائم منذ عام 1968. وتجرى جميع مهام الجيش والشرطة والأمن من قبل عشرة آلاف فرد تحت قيادة مفوض الشرطة. الثمانية آلاف عضو في فرقة الشرطة الوطنية مسؤولون عن تطبيق القانون المحلي. وهناك أيضًا خمسمئة وألف عضو في القوة المتنقلة الخاصة، وخمسمئة عضو في الحرس الوطني، والتي تعتبر كلها من الوحدات شبه عسكرية. وقد تم تجهيز كل من الوحدات بأسلحة صغيرة. | [ 67 ] [ 68 ] [ 69 ]                             |
| موناكو   | تخلت عن الاستثمار العسكري العام في القرن السابع عشر بسبب التقدم في التكنولوجيا المدفعية، ولكن لا يزال يحدد المصير وجود قوات عسكرية محدودة. على الرغم من أن الدفاع هو مسؤولية فرنسا، والحفاظ على وحدتين عسكريتين صغيرتين. واحد يحمي في المقام الأول على الأمير والقضاء، في حين أن الآخر هو المسؤول عن الدفاع المدني ومكافحة الحرائق. كل من الوحدات مدربة تدريبًا جيّدًا ومجهزة بأسلحة صغيرة. بالإضافة إلى الجيش، تحافظ قوة الشرطة الوطنية المسلحة على الأمن الداخلي. | [ 4 ] [ 70 ] [ 71 ] [ 72 ]                       |
| بنما     | ألغي الجيش في عام 1990 بسبب الغزو الأمريكي، وهو ما أكده تصويت البرلمان بالإجماع لتعديل دستوري في عام 1994. وتشمل القوات العامة الشرطة الوطنية، خدمة الحدود الوطنية، الخدمة الجوية البحرية، والتي لديها بعض القدرات الحربية. | [ 73 ] [ 74 ] [ 75 ]                             |
| فانواتو  | تحافظ شرطة فانواتو على قوة شبه عسكرية، تسمى القوة المتنقلة لأغراض الأمن الداخلي. وزودت القوة من قبل ما يقرب من ثلاثمئة من الرجال والنساء، مجهزين تجهيزًا جيّدًا بالأسلحة الصغيرة. | [ 76 ] [ 77 ] [ 78 ]                             |